# 내례부인 박씨
내례부인 박씨(內禮夫人 朴氏)는 지마이사금의 딸이며 아달라이사금과 결혼했다. 후에 석이매와 결혼하여 내해이사금을 낳았다. 그러나 이는 동명이인일 수도 있고 같은 인물일 수도 있다. 그러므로 확실하지 않다.
내례(內禮)의 '內'를 '안'의 훈차로 보고 '아례/아리' 정도로 재구하는데  개인의 인명이 아닌 농경사회에서 사제를 수행하는 집단이나 특정한 직능을 표현한 것이라는 견해가 있다. 신라 상고기 왕비 이름 중에는 '알-'계 이름이 자주 보이는데 이들 왕실 여성이 농작의 풍요를 기원한다는 의미에서 사제라는 특수한 직능과 관련이 있다는 견해이다. '알'이 '아리수', '압록수', '알천'등에서 보이듯이 '물'과 관련이 있으며 ‘비(물)를 주관하는 특별한 지위의 사람’이란 뜻을 나타낸다는 견해가 있다.

## 가계
- 조부 : 5대왕 파사 이사금
- 조모 : 사성부인 김씨 (史省夫人 金氏)
  - 아버지 : 6대왕 지마 이사금
- 외조부 : 갈문왕 마제(摩帝)
  - 어머니 : 애례부인 김씨(愛禮夫人 金氏)
- 남편 : 8대왕 아달라 이사금
- 남편 : 석이매
  - 아들  : 10대왕 내해 이사금
  - 며느리 : 왕후 석씨
    - 손녀 : 아이혜부인 석씨 - 조분 이사금의 아내
    - 손자 : 석우로